# Porto Jofre

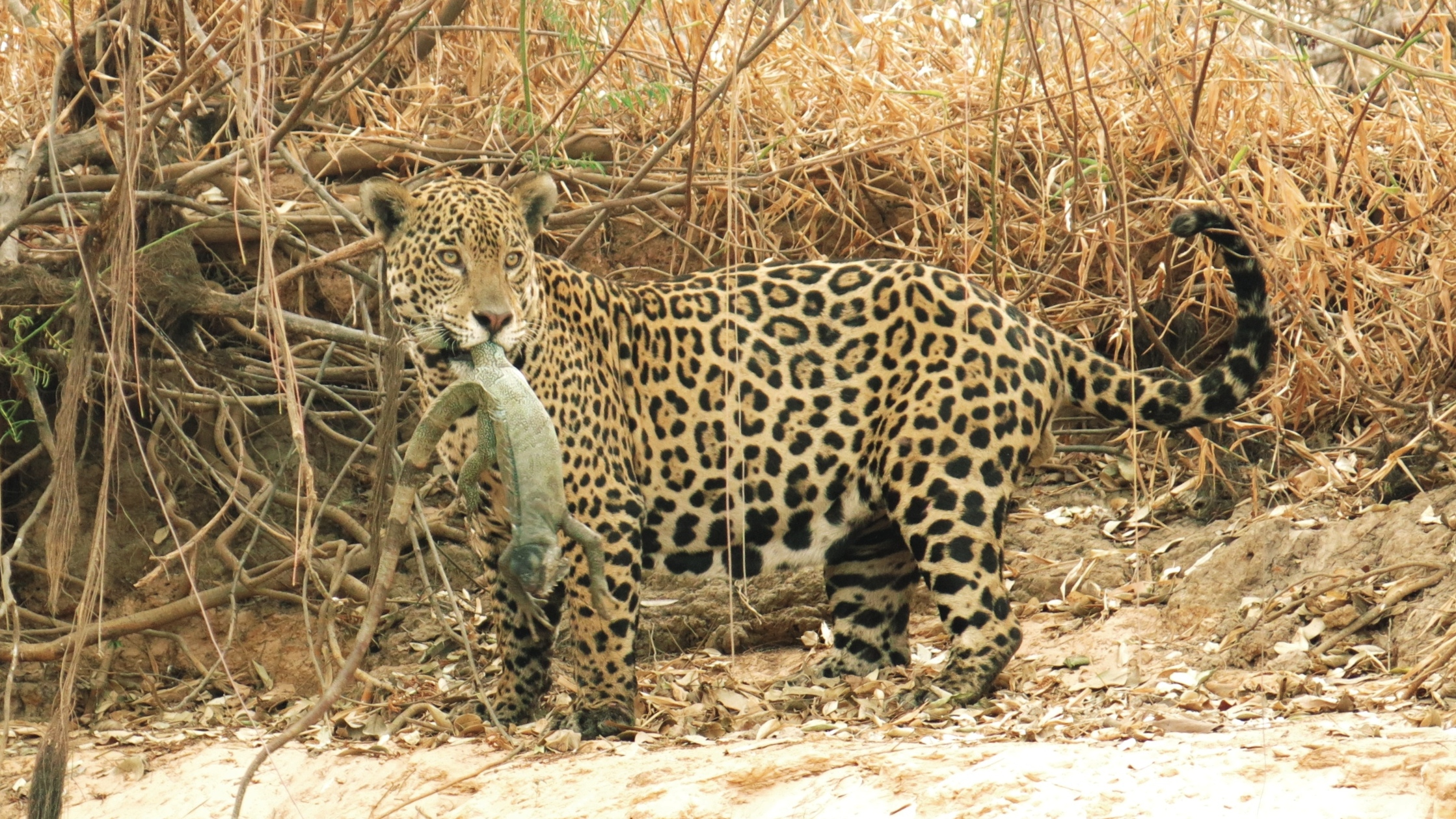
Onça-pintada no Porto Jofre

Porto Jofre é uma localidade no município de Poconé, no estado do Mato Grosso, onde termina a estrada Transpantaneira. É banhada pelo rio Cuiabá.
Na localidade há uma pista de pouso, pertencente a um hotel local, a pista de pouso de Porto Jofre.